# Attakullakulla

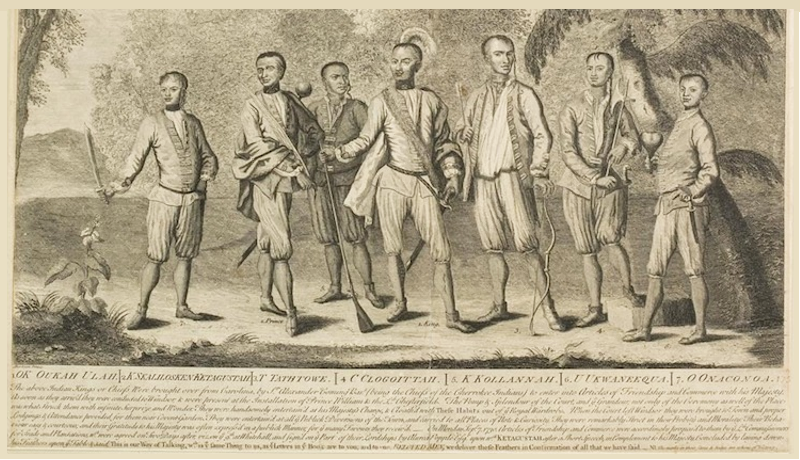
Englische Cherokee Delegation 1730, Attakullakulla (O Onaconoa; Onkanacleah) ganz rechts

Attakullakulla (* um 1708 auf Sevier Island, Tennessee River; † 1777/1785) in Cherokee Ata-gul' kalu, englisch Little Carpenter (Kleiner Zimmermann) war ein einflussreicher Anführer der Cherokee und First Beloved Man, (dt. erster geliebter Mann) von 1761 bis um 1775. Sein Vorgänger war Conocotocko (eng. Old Hop) aus Chota. Sein Sohn war Dragging Canoe, Anführer der Chickamauga Cherokee. Attakullakulla wurde als bemerkenswert kleiner Mann beschrieben und war bekannt für seine Reife, Weisheit und Güte. Er konnte zwar etwas Englisch, beherrschte es aber nicht flüssig. Er galt als der begabteste Erzähler der Cherokee in den 1760ern und 1770ern.
Attakullakulla wird erstmals 1730 in historischen Aufzeichnungen erwähnt, als er den britischen Unterhändler Alexander Cuming und sechs weitere Cherokee nach England begleitete. Dort unterschrieb er einen der ersten Friedensverträge mit den Briten. In den frühen 1750ern wurde er dank seiner sprachlichen Begabung als einer der Hauptsprecher der Cherokee ausgewählt. In den 1750ern und 1760ern dominierte Attakullakulla die Diplomatie der Cherokee. Obwohl er meistens die Briten bevorzugte, war er ein vollendeter Diplomat, der immer auf eine friedliche Lösung für Probleme suchte und immer nach den besten Interessen der Cherokee handelte.

## Namen
Am Anfang seines Lebens wurde Attakullakulla Onkanacleah genannt. Nach dem Anthropologen James Mooney kann Attakullakullas Cherokeename als anlehnendes Holz von ada Holz und dem Verb gulkalu das sich auf etwas Langes bezieht, dass sich gegen ein anderes Objekt lehnt. Sein Name Kleiner Zimmermann (engl. Little Carpenter) bezieht sich sowohl auf diese Ableitung, als auch auf seine körperliche Größe. William Bartram beschrieb Attakullakulla als bemerkenswert kleinen Mann, schlank und zierlich. Laut Walker waren seine Ohren durchschnitten und Silberbänder hingen bis fast bis auf seine Schultern. Er war sanft, brillant und witzig.
Felix Walker charakterisierte Attakullakulla, als er über seinen Namen spekulierte: Genau wie ein weißer Zimmermann jede Kerbe und Fuge passend ins Holz einbringt, so konnte er (Attakullakulla) alle seine Ansichten dazu bringen ihren Platz in der politischen Maschinerie seiner Nation auszufüllen und sich einzufügen. Außerdem war Attakullakulla ein exzellenter Hausbauer, was auch zu seinem Namen geführt haben könnte.

## Kindheit und frühe Jahre
Es wird angenommen, dass Attakullakulla im Gebiet der Overhill Cherokee, im heutigen Osten Tennessee, in den frühern 1700er Jahren geboren wurde. Sein Sohn Turtle-at-Home sagte jedoch er sei in einem Stamm der algonkinsprechenden Nipissing im Norden nahe Lake Superior geboren und als Kleinkind entführt worden. Seine Eltern wurden bei dem Überfall getötet und das Kind wurde in Tennessee von einer Cherokee adoptiert und als Cherokee aufgezogen worden. Er heiratete Nionne Ollie, ebenfalls ein adoptiertes Kind der Natchez, die Tochter seines Cousins Oconostota. Die Hochzeit war möglich, da sie beide verschiedenen Clans angehörten, Attakullakulaa war vom Wolf-Clan, Nonnie Ollie gehörte zum Paint-Clan.
Attakullakulaa war Mitglied der Cherokee-Delegation die 1730 nach England reiste. Im Jahre 1736 lehnte er die Angebote der Franzosen ab, die Botschafter zu den Overhill Cherokee gesandt hatten. Drei oder vier Jahre später wurde er von den Ottawa entführt und bis 1748 in Quebec gefangen gehalten. Als er zurückkehrte, entwickelte er sich zu einem der führenden Diplomaten der Cherokee und wurde Berater des Anführers (Beloved Man) Old Hop von Chota, sein Onkel mütterlicherseits.

## Cherokee-Krieger
In den 1750er-Jahren arbeitete Attakullakulla daran, seinem Volk einen stetigen Nachschub an Handelswaren zu verschaffen. Als der französisch-indianische Krieg begann, reisten Cherokee an das Grenzland Pennsylvanias, um die britischen Truppen bei ihren Angriffen der französischen und indianischen Stützpunkte zu unterstützen. Auf dem Weg zurück wurden Cherokee von Siedlern aus Virginia ermordet. Attakullakulla reiste nach Williamsburg und nach Charles Town und sicherte sich Zusagen von Handelsgütern als Wiedergutmachung. Dies war den jüngeren Kriegern jedoch nicht genug, sie strebten nach Blutrache und wollten zugleich ihren sozialen Status erhöhen. Während der Jahre 1758 und 1759 verübten die Cherokee eine Reihe von Vergeltungsangriffen im südlichen Grenzland. In der Hoffnung, dass die Sache vergeben werden könnte, führte Attakullakulla eine Kriegergruppe gegen das französische Fort Massiac und versuchte Frieden mit den Briten zu verhandeln. Die Anstrengungen waren nicht erfolgreich.
Im Spätjahr 1759 reisten sie nach Charles Town, um mit den Autoritäten der Provinz South Carolina Friedensverhandlungen zu führen. Der Gouverneur William Henry Lyttetton nahm die Gesandten als Geiseln und forderte die Mörder der weißen Siedler auszuliefern. Er hob eine Expeditionstruppe von 1700 Mann aus und verlegte diese und die Geiseln nach Fort Prince George und kam dort am 9. Dezember 1759 an. Attakullakulla wurde gezwungen einen Vertrag zu unterschreiben und einzuwilligen die Cherokee, die die Überfälle durchgeführt hatten, auszuliefern.
Attakullakulla kehrte im Frühjahr 1760 ins Fort zurück und versuchte Bedingungen für die Freilassung zu verhandeln, jedoch ohne Erfolg. Als friedliche Verhandlungen scheiterten, lockte Oconostota den Offizier Richard Coytmore aus dem Fort und führte ihn in einem Hinterhalt. Die im Wald versteckten Cherokee töteten Coytmore. Die Besatzung des Forts übte Vergeltung und tötete alle verbliebenen Geiseln und die Cherokee starteten eine Offensive gegen die Siedlungen im südlichen Grenzland. Viele Cherokee machten Attakullakulla für den Tod der Geiseln verantwortlich.
Während Attakullakulla später im Jahr 1760 daran arbeitete seinem Volk Frieden zu bringen, drangen Truppen den Briten und aus South Carolina in die Lower und Middle Towns der Cherokee ein. Sie wurden gezwungen zurück zu weichen und Fort Loudon fiel an die Cherokee. Attakullakulla versuchte erneut Friedensverhandlungen zu führen, aber das war nicht möglich, ehe die Milizen der Briten und South Carolinas 1761 eine Strafexpedition gegen die Middle und Lower Towns durchführten. Attakullakulla unterschrieb die Friedensbedingungen in Charles Town am 18. Dezember 1761, wurde jedoch auf seinem Heimweg von wütenden Siedlern überfallen und ausgeraubt. Die ganzen 1760er Jahre hindurch arbeitete er daran die weiße Besiedlung aufzuhalten und war ein häufiger Gast in Charles Town und Williamsburg.

## Beiträge als Diplomat
Während der 1750er- und 1760er-Jahre dominierte Attakullakulla die Diplomatie der Cherokee. Obwohl er meistens die Briten bevorzugte, war er ein vollendeter Diplomat, der immer auf eine friedliche Lösung für Probleme suchte und immer nach den besten Interessen der Cherokee handelte. Als Connecorte starb, hinterließ er die Macht Attakullakulla, dem Diplomaten, und Oconostota, dem Krieger; mit geteilter Macht führten die beiden die Cherokee eine Generation lang an.
Am 2. Juni 1760 verließ Attakullakulla das Fort und wurde vom Cherokee Council (Ratsversammlung) ausgeschlossen. Er entschloss sich in den Wälder zu wohnen, da es ihm unklug erschien unter denen zu leben, die verloren hatten oder zu den Siegern des Cherokee War von 1760 gehörten. Im Juni 1761 verwüsteten die Briten unter Jeffery Amhearst und James Grant die Dörfer der Cherokee in den Carolinas. Nachdem die Cherokee darin versagt hatten sich französische Unterstützung zu sichern, holten sie Attakullakulla in den Rat zurück um Friedensverhandlungen mit den Briten aufzunehmen. Attakullakulla beeinflusste auch die Auswahl von John Stuart als Superintendant der indianischen Angelegenheiten im Süden.
Im Jahr 1772 verpachtete Attakullakulla Land an die Watauga Association, eine von Siedlern geformte Regierung in der heutigen oberen östlichen Ecke von Tennessee. 1775 unterstützte er die sogenannte Kolonie Transsylvania für die der Richard Henderson, ein Colonal aus North Carolina, rund 81 Tausend Quadratkilometer Land in Kentucky und dem mittleren Tennessee kaufte. Im Vertrag von Broad River von 1756 willigte Attakullakulla in die Abtretung von Cherokee Land ein, im Austausch dafür sollten die Briten Forts bauen, um die Frauen und Kinder der Cherokee zu schützen, während die Männer unterwegs waren um Krieg zu führen. Während Attakullakulla dafür plädierte sich an die Bedingungen des Vertrages zu halten, widersprachen einige der Cherokee. Dennoch spielte er die Kolonien von Soth Carolina und Virginia gegeneinander aus, um gerechte Handelsbedingungen für sein Volk zu sichern.

## Familie und Tod
Obwohl nur wenig über seine Eltern bekannt ist, brachte Attakullakullas Familie eine Reihe von Anführern hervor. Connecotre (Old Hop), Anführer der Cherokee während der 1750er Jahre, war sein Onkel mütterlicherseits. Sein Sohn Dragging Canoe führte den Widerstand gegen die Vereinigten Staaten in den 1780er Jahren. Während der amerikanischen Revolution war Attakullakulla Teil einer Gruppe Cherokee die Land an Virginia abtraten, entgegen der Wünsche einiger jüngerer Krieger. Dragging Canoe, Anführer der Chickamauga Cherokee während der Cherokee Kriege trennte sich zu dieser Zeit von seinem Vater. Attakullakullas Nichte Nancy Ward war eine Beloved Woman (dt. Geliebte Frau), die im Rat sprechen durfte und Kriegsgefangene befreien konnte.
Nachdem die Cherokee Fort Loudoun überfielen, bemerkte Attakullakulla, dass Captain Stuart, ein Beauftragter der Kolonialregierung für indianische Angelegenheiten, den Angriff überlebt hatte. Attakullakulla kaufte Stuart von den Indianern, die ihn gefangen genommen hatten und gab dafür seine Waffe, seine Kleidung und alles, was er bei sich hatte. Nach den Traditionen der Cherokee machte dies Stuart zu Attakullakullas ältestem Bruder. Die lebenslange Freundschaft zwischen den beiden erwies sich als nutzbringend für die Briten. Als das Leben seines Freundes wieder in Gefahr war, weil Stuart sich weigerte an Verhandlungen zur Reduzierung der Garnison in Fort Prince George teilzunehmen, beschloss Attakullakulla ihn zu retten, oder bei dem Versuch zu sterben. Er sagte seinen Begleitern, dass er vorhabe mit Stuart auf die Jagd zu gehen und mit ihm das Wild zu essen. Mit dieser Ausrede konnte Attakullakulla Stuart aus der Reichweite derer bringen, die die Cherokee verfolgten. Sie reisten neun Tage und Nächte durch die Wälder, ehe sie auf eine Gruppe Ranger stießen, die an den kolonialen Grenzen patrouillierten. Dies brachte sie in Sicherheit in die Siedlungen. Es wird angenommen, dass Attakullakulla 1777 verstarb. Sein Nachfolger als First Beloved Man der Cherokee wurde Oconostota.